# Eugenio Aguilar
Eugenio Aguilar (n. Santiago Nonualco, El Salvador; 15 de noviembre de 1804 - f. San Salvador, El Salvador; 23 de abril de 1879) fue un político y médico salvadoreño que gobernó el país en calidad de Presidente de la República en dos períodos: del 21 de febrero al 12 de julio de 1846 y del 21 de julio de 1846 al 1 de febrero de 1848.

## Vida
Fue hijo póstumo de don José Antonio Aguilar y doña Juana de González y Batres.
Siendo huérfano de padre, fue trasladado a San Salvador en 1812 para que realizara sus estudios de humanidades en el Convento de San Francisco, localizado donde hoy está el Mercado Ex-Cuartel, bajo el tutelage de sus tíos paternos, los sacerdotes Nicolás, Vicente y Manuel Aguilar. 
En 1818 viajó a Guatemala donde estudió filosofía en el Colegio Tridentino y obtuvo su doctorado en Medicina y Cirugía de la Universidad de San Carlos de Guatemala en 1838.
Regresó a El Salvador y se casó con doña Dolores Padilla y Castillo en el 8 de abril de 1838. 
En 1839 fue elegido Alcalde de San Salvador y al año siguiente fue Cirujano Mayor del Ejército Federal, un cargo que mantuvo hasta 1844. Era un catedrático distinguido y entre 1843 y 1845 fue rector de la Universidad de El Salvador. 
En 1843, fue enviado por el gobierno de El Salvador a Guatemala para arreglar asuntos económicos y políticos y para evitar una guerra. Se recibió en Guatemala con mucha atención, pero no se accedió a ninguna de sus demandas. Después de 12 días de permanencia en Guatemala regresó a El Salvador.
En 1845 desempeñó junto al presbítero don Narciso Monterrey una misión diplomática cerca del gobierno de Nicaragua con el objeto de reanudar las relaciones interrumpidas por la guerra del año pasado.
Fue co-redactor del periódico El Salvador Regenerado entre 1845 y 1846.

## Presidencia

### Antecedentes y nombramiento
El 28 de mayo de 1845, la Asamblea General convocó elecciones presidenciales. Un impreso firmado por "Un Opositor" circuló en San Salvador a mediados de enero de 1846 en la que se notó que había "dos partidos que entre sí chocan," siendo uno que trabajaba por la reelección del Joaquín Eufracio Guzmán y el otro que se oponía a la reelección por ser inconstitucional, siendo presentado Doroteo Vasconcelos como el candidato preferido del segundo.
En el 5 de febrero de 1846, las cámaras legislativas se instalaron y se reunieron el siguiente día en Asamblea General presidida por el senador Anselmo Paiz. El primer asunto de la asamblea era la elección del presidente. La opinión pública estaba muy dividida por causa de los diversos candidatos sostenidos por distintos círculos, y por esto no hubo elección popular. La asamblea se encargó de realizar la elección del presidente. En el 16 de febrero, la Asamblea General declaró electo presidente a don Eugenio Aguilar y como vicepresidente a don José Campo.
Aguilar, no creyéndose apto para mandar y por creer no tener los ocho mil pesos exigidos por el artículo 11 de la constitución, renunció al cargo en el 17 de febrero. Pero una comisión especial compuesta de los señores Lousel, Escolán y Velado dictaminó en contra de la renuncia en el 19 de febrero, y la Asamblea general del 20 de febrero aprobó el dictamen por unanimidad de votos. Tomó el cargo el siguiente día.

### Presidencia
Recibió el poder supremo el 21 de febrero de 1846 del senador Fermín Palacios. Nombró a Francisco Dueñas como ministro de relaciones y gobernación y nombró a José María San Martín como ministro de hacienda y guerra. 

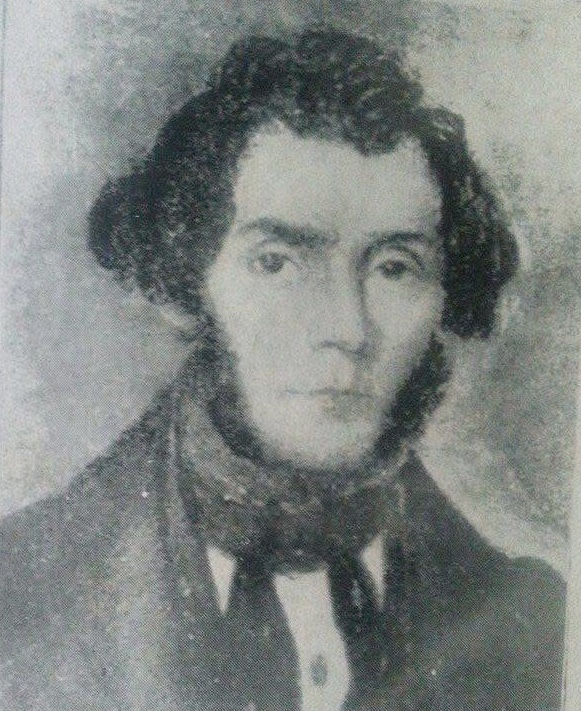
Eugenio Aguilar presidente de El Salvador (circa 1846)

En el 5 de marzo, la Asamblea General decretó que la Comandancia General quedará a cargo del presidente, intentando así poner fin a los conflictos entre el presidente y comandante general que habían ocurrido en períodos anteriores. En el 10 de marzo, la asamblea ratificó tres tratados firmados con estados centroamericanos el año pasado, el tratado con Nicaragua firmado en León el 25 de octubre, el tratado de paz y amistad con Honduras firmado en Sensenti el 27 de noviembre, y el tratado de amistad y alianza con Costa Rica firmado el 10 de diciembre en San José. En el 12 de marzo, la asamblea otorgó facultades al gobierno para que efectúe la construcción de los edificios necesarios para la propia habilitación del puerto de El Triunfo en la bahía de Jiquilisco. En la misma fecha se decretó amnistía general para los comprometidos en los últimos acontecimientos políticos y fijó el presupuesto de gastos del ramo ejecutivo para el año de 1846 en la suma de 118,071 pesos.
En el 20 de marzo, las cámaras decretaron que el presidente visite a todo el estado con el fin de conocer las necesidades y exigencias de los pueblos para que pueda resolver lo más conveniente. En ese mismo día, unos emigrados de Honduras y Nicaragua bajo el mando del bandido Bernabé Somosa asaltaron las armas del estado en el puerto de La Unión y se apoderaron de un buque llamado Velóz que era propiedad del estado. Estos se dirigieron a Nicaragua y procedieron a desembarcar en y asaltar al puerto de El Realejo. Tan pronto como lo dejaron libre los aprehensores en el puerto de El Realejo, el capitán William Yates regresó con el buque a La Union. Este evento fue utilizado por opositores del gobierno salvadoreño, quienes trataron de atribuir complicidad al presidente Aguilar, para decir que la unión de Centroamérica era imposible. El gobierno de Nicaragua reconvino al gobierno salvadoreño y le pidió explicaciones. Tras esto el ministro José María San Martín demostró que el gobierno no tuvo parte en los hechos de Somosa con una serie de documentos justificativos. El gobierno procedió a emitir un decreto que prohibió lo la admisión de personas que no llevaban pasaportes de sus respectivos gobiernos y la permanencia de personas en el territorio sin permiso del gobernador departamental respectivo. En el 24 de marzo, el presidente Aguilar decretó la expulsión del país de los hondureños y nicaragüenses implicados con la facción del nicaragüense José María Valle que habían inmigrado al país desde el último diciembre.
Después del incidente, el gobierno volvió a pensar en el desarrollo del estado. Para estimular el aumento de los frutos de exportación, puntualizaron terrenos que se decía que eran aptos para el cultivo del café; esto despertó el interés en el cultivo del café en el país. Se dictaron importantes disposiciones en el ramo de justicia y de hacienda y se nombró una comisión para liquidar la deuda pública. Se desarrolló la educación con la instalación de cátedras de Matemáticas y Gramática castellana en el colegio nacional bajo la dirección del doctor don Manuel Muñoz, y se abrieron escuelas de primeras letras que funcionarían bajo el sistema de Lancaster en diversas poblaciones. También se instaló una junta itineraria en San Miguel que benefició el camino que conduce desde el puerto de La Unión al interior del estado. En el 25 de mayo, el gobernador del departamento de San Miguel comunicó al gobierno que la junta itineraria pidió varios arbitrios y fondos para emprender la construcción de los caminos carreteros y puentes.
En el 15 de abril nombró los miembros de la Junta Directiva de Instrucción Pública (Isidro Menéndez, Francisco Dueñas, Andrés Castro); la junta se instaló en el 18 de abril. Esta junta se encargó de elaborar los estatutos de la Universidad y del Colegio Nacional de La Asunción. En el 23 de mayo, emitió un decreto sobre la manera de verificar la recaudación del impuesto a favor de la instrucción pública. En el 24 de mayo, decretó un reglamento para la manera de verificar los exámenes para bachillerato en filosofía.
El gobierno deseaba proteger y fomentar la agricultura del país y consideró que los puertos que tenía el país así como los que estaban en propuesta como el de El Triunfo facilitarían el comercio de productos agrícolas; el añil, cultivo que había sido tan importante desde la colonia, estaba decayendo en precio y se empezó a mirar al cultivo de café como un cultivo que podría proporcionar al estado un buen ramo de exportación que podría reemplacer al añil. Por tanto, deseando fomentar el cultivo del café, el gobierno emitió un decreto en el 28 de mayo de 1846 que exceptuó de cargos concejiles por diez años a los que se dedicaban al cultivo del café y tuviesen un plantío de cinco mil pies o más; exceptuando también del servicio militar, por diez años, a los operarios que se ocupaban en el mismo cultivo. El decreto también libró de todo derecho e impuesto la extracción del café cosechado por siete años.
En el sistema de gobierno existente en este tiempo, el ramo de hacienda estaba atribuido a un ministro que a la vez era encargado del ramo de guerra. Por la situación del país, el ministro de Hacienda y Guerra se tenía que ocupar en asuntos urgentes en el ramo de guerra; por esto, los asuntos relativos a la hacienda pública estaban desatendidos y las medidas empleadas para mejorar el sistema fiscal del estado quedaban sin efecto por la falta de un empleado encargado exclusivamente de dirigir el ramo de hacienda. Para remediar esto, el presidente estableció una Inspectoría General de Hacienda en el 1 de junio. No se pudo autorizar competentemente al Inspector General de Hacienda, y terminó siendo de poca utilidad. El gobierno tuvo que recorrer a otras medidas el año siguiente y creó la Intendencia General.
En el 2 de junio se emitió un decreto gravando los géneros que salen de El Salvador con un impuesto igual al que pagan en los otros estados centroamericanos. Estableció las cátedras de matemáticas y gramática castellana, dotadas ambas con 80 pesos mensuales y a cargo del doctor Manuel Muñoz en el Colegio de la Asunción en el 4 de junio; el mismo día hizo un decreto sobre la manera de pagar los vales existentes contra el gobierno por deudas y otro sobre quiebras. Estableció un Agente fiscal para el reconocimiento de las deudas en el 7 de junio. En el 17 de junio estableció el Cuerpo de Reclutas. En el 9 de julio autorizó la circulación de las monedas llamadas macacos, morlacos o monedas macuquinas.
Para junio, el general José Escolástico Marín, que había fungido como presidente en 1842, estaba organizando una invasión al territorio salvadoreño desde la frontera de Honduras como parte de una rebellión en contra del gobierno. El ministro general José María San Martín comunicó al gobierno hondureño acerca de los movimientos del general Marín en el 22 de junio. En este tiempo, el obispo Jorge de Viteri y Ungo era un crítico fuerte del gobierno liberal y atacaba al gobierno del presidente Aguilar. En el 11 de julio, el obispo circuló una especie en que implicó que el gobierno iba a desterrarlo del país y dirigió una carta al presidente en la que escribió:

Son ya muy repetidas las denuncias que se me hacen de que varias personas allegadas al gobierno tratan de repetir conmigo la escena bárbara, sacrílega, escandalosa e injustísima que en Guatemala hicieron contra el excelentísimo e ilustrísimo señor Arzobispo Casaus, ayer cabalmente hizo 17 años, deportándolo a la media noche como a un criminal, sin juicio ni solemnidad legal. Creo en mi deber el ponerlo en conocimiento del señor Presidente, asegurándole al propio tiempo, que si estoy dispuesto a sufrir, cuando la Divina Providencia quiera que padezca, no lo estoy menos a sostener mi dignidad a todo trance, porque no es mía, es de la Iglesia en general, es del Estado de El Salvador. Como Delegado Apostólico, puedo hoy mismo emitir un Decreto Consistorial, uniendo el territorio de este Estado a su antiguo Arzobispado de Guatemala; y si no lo he verificado ya (como quizá hubiera debido hacerlo), es porque amo a mi Patria y quiero alejarla de un cisma que le causaría guerras sangrientas, al mismo tiempo que anularía su independencia.

El presidente Aguilar se sorprendió por la carta y se dirigió a la casa del obispo; ahí encontró un grupo de hombres y mujeres, y en la sala al obispo en conferencia con los alcaldes y varios vecinos de los barrios de Candelaria, La Vega y el pueblo de San Jacinto, a quienes había mandado llamar el obispo para instarlos a la rebelión. El presidente inquiró por qué se había mostrado tanta inquietud y al ser informado que estaban convencidos de que se intentaba desterrar al obispo, desmintió el rumor y les ordenó a retirarse a sus barrios para intentar calmar la inquietud que había causado la falsa noticia. El tumulto se iba aumentando y al retirarse de la casa del obispo, el presidente estaba siendo injuriado. El obispo Viteri no intentó apacigüar la muchedumbre. La asonada siguió en aumento y en la noche llegaron al cuartel, en donde se encontró el presiente y los comisionados del obispo, Manuel Muñoz y José Méndez. Los comisionados le pidieron que deposite el mando en el senador Fermín Palacios. Los amotinados procedieron a asaltar la guardia de las cárceles en el edificio del cabildo, tomando armas capturando al oficial Eduviges Evangelino. El oficial es lesionado gravemente y es conducido a la casa del obispo. Los empleados del gobierno, comerciantes, artesanos y vecinos de los barrios del Calvario, San José, Santa Lucía y Concepción hicieron contraataque a los amotinados y los desalojaron de la plaza, replegándolos hasta el barrio de La Vega, donde fueron atacados y dispersados. El siguiente día 12 de julio de 1846, contra la opinión de los jefes militares y vecinos de la ciudad, deposita el mando supremo en el senador Fermín Palacios.

#### Mandato del senador Palacios
El senador Fermín Palacios tomó el mando del ejecutivo el mismo día 12 de julio de 1846 y al siguiente día declaró el estado de sitio en todo el país en respuesta de la rebellión en San Salvador. El obispo Viteri siguió en oposición al gobierno de Aguilar y pronunció un sermón en su contra en la iglesia de La Merced en el 16 de julio.

#### Regreso al poder
El 21 de julio de 1846, por la excitativa del Municipio de San Salvador y demás autoridades y vecinos, reasume el poder supremo que le entrega Fermín Palacios. En el 24 de julio dirigió una proclama a los salvadoreños sobre los acontecimientos del 11 y 12. En el 27 de julio, decretó la imposición de penas a los que ataquen o traten de desvirtuar las leyes del país; este mismo día, el obispo Viteri abandona el territorio del país y se dirige a Honduras, donde se uniría al general Malespín con quien estaba ya en relaciones para intentar derrocar el país. El 29 de julio de 1846 por Decreto Ejecutivo se prohíbe regresar al país al obispo católico de San Salvador, Jorge de Viteri y Ungo, declarándolo expulsado del territorio de El Salvador por su complicidad en los motines de la capital. El siguiente día emitió un decreto referente a evitar que las disposiciones del gobierno eclesiástico dadas fuera del Estado fomenten la división en el país. Dio amnistía a los que tomaron parte en los motines de julio en el 14 de agosto.

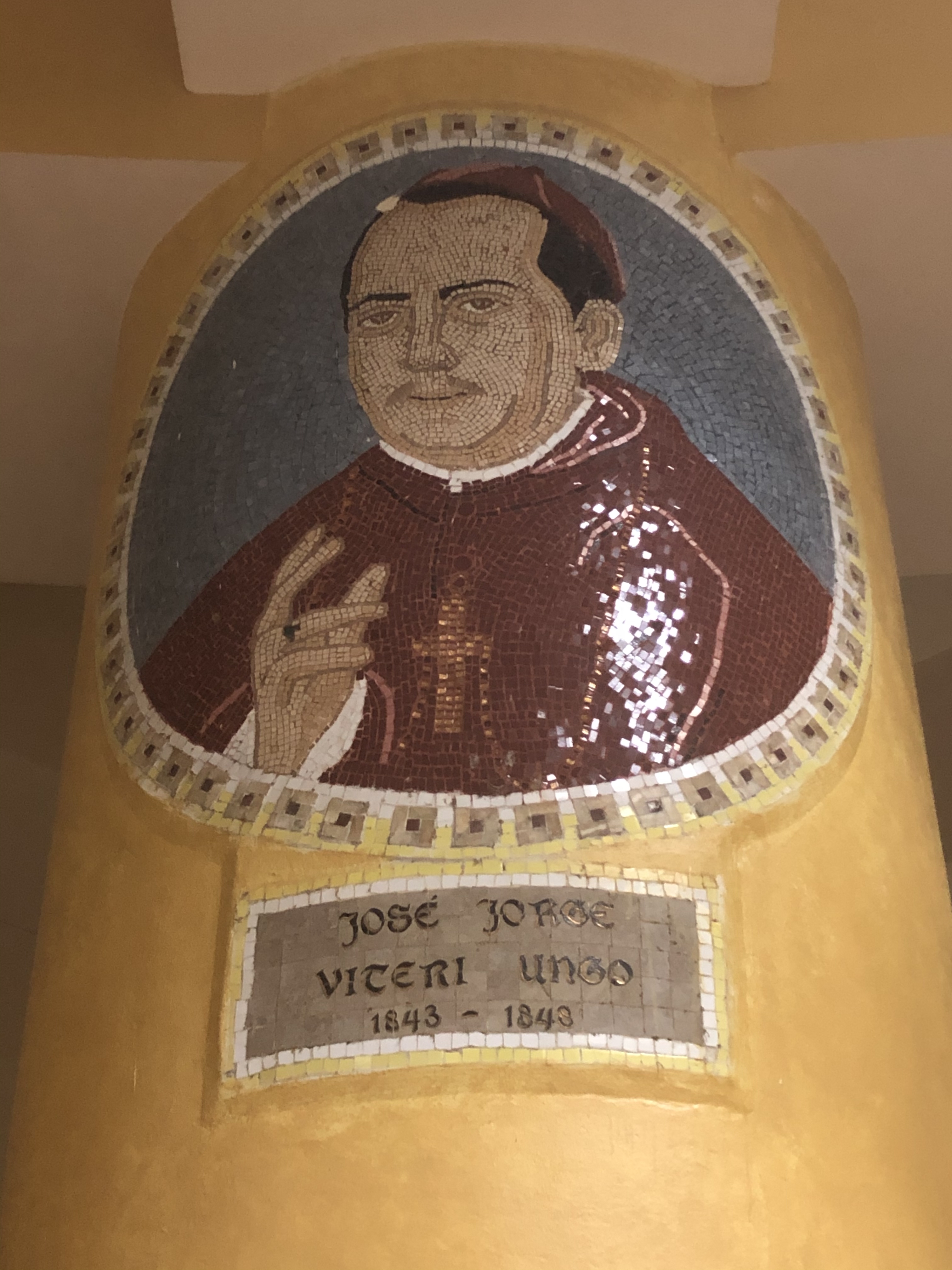
Imagen de Viteri y Ungo en su tumba en la catedral de San Salvador.

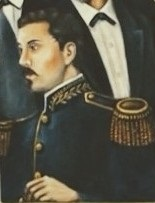
Francisco Malespín, fue uno de los mayores líderes conservadores de El Salvador en los años 1840. Rival del presidente Aguilar quien fue derrotado.

Viteri se refugió en Honduras, y allí promovió a Francisco Malespín para que tome cargo del gobierno de El Salvador. Con recursos colectados del comandante Goyenaga de Nacaome y el comandante de la plaza de Tegucigalpa, Bernardo Lara, Malespín reunió gente de los pueblos de Sensenti y Guarita y atacó la plaza de Chalatenango. En respuesta a este ataque, el presidente Aguilar emitió un decreto en el 3 de noviembre que autorizó a todos los habitantes del estado para que se armen y persigan a toda partida de facción presente en el territorio, ofreció auxilio de parte del gobierno a los pueblos amenazados, dejó fuera de la protección de las leyes a todos los que se comprometieran a los facciosos, decretó que las personas que se comprometen con los facciosos serían juzgados militarmente dentro de 48 horas como en campaña y los convictos serían ejecutados, que serían tratados y juzgados como enemigos del estado los que nieguen al servicio y facultó al subinspector general de las armas del estado para que haga su defensa persiguiendo y haciendo perseguir a los facciosos. Prohibió pasar de un departamento a otro sin pasaporte. En el 6 de noviembre restableció las milicias del Estado en todo su vigor y pureza del fuero militar con arreglo a las ordenanzas de Cuba. En este tiempo, en el 10 de noviembre, el presidente declaró como ciudad a la villa de Cojutepeque con la denominación de "Ciudad Leal de Cojutepeque". En el 25 de noviembre, murió Francisco Malespín en San Fernando, y en el 5 de diciembre fueron fusilados Ignacio Malespín y algunos de sus cómplices.

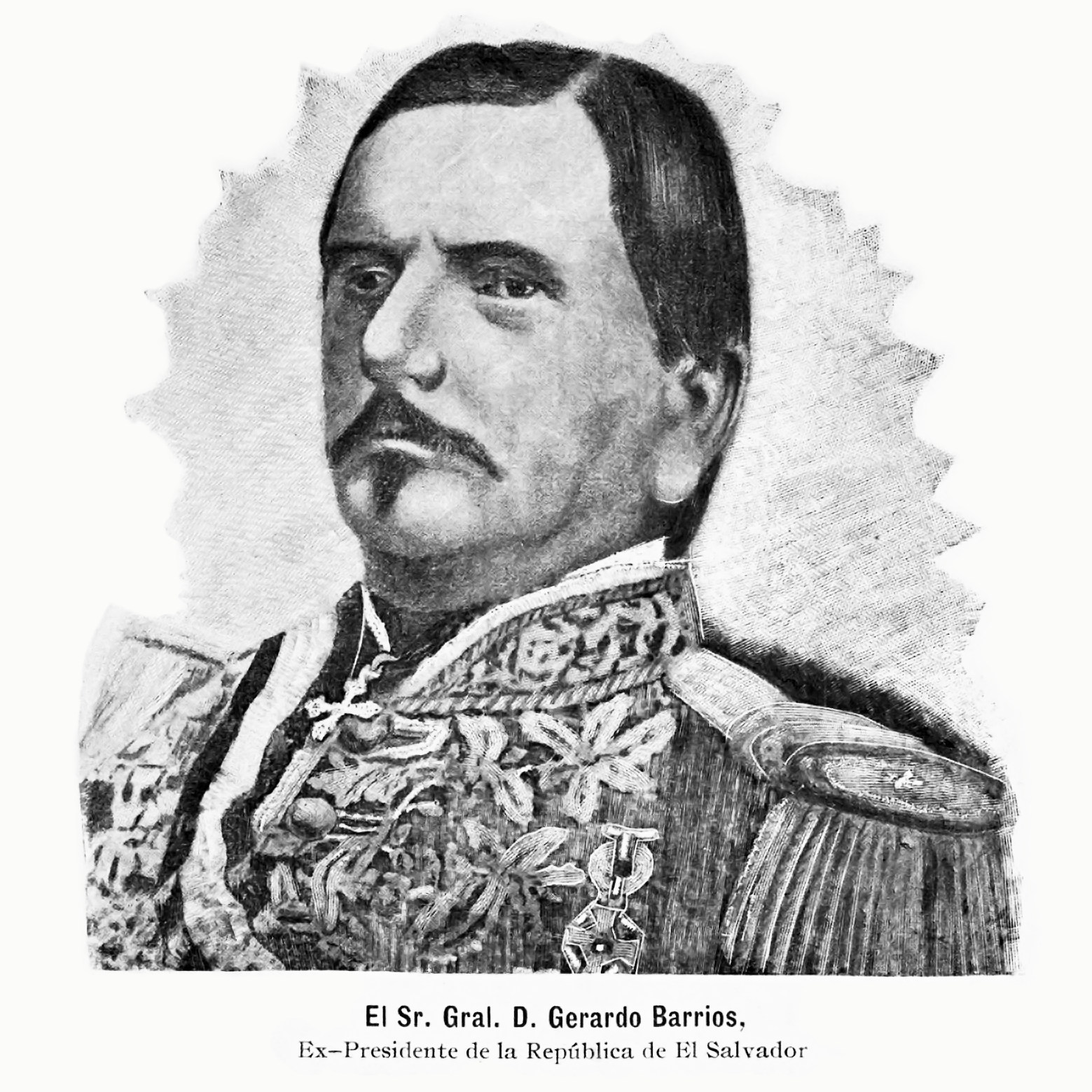
Capitán General Gerardo Barrios

También en noviembre, hubo un levantamiento indígena en Santiago y San Juan Nonualco. Capitaneados por Petronilo Castro y apoyados con elementos proporcionados por el gobierno guatemalteco, se insurrecionaron en dichos pueblos el 23 de noviembre. El general Nicolás Angulo ataca a los inurrectos y los derrota, el gobierno también mandó una expedición punitiva a los pueblos nonualcos bajo la comandancia del coronel Gerardo Barrios, que incendió al pueblo de Santiago Nonualco y fusiló a numerosas personas. En el 30 de noviembre, el presidente Aguilar decretó que se indultara a los indígenas de Santiago Nonualco que se presentaban a la comandancia general del departamento de La Paz dentro de quince días y concedió auxilio a los que habían sufrido incendios. El año siguiente, en el 15 de marzo, se suprimió el departamento de La Paz.
Después de los sucesos de noviembre, el estado volvió a enfocarse en desarrollar la agricultura y renovó a los funcionarios del gobierno. Se estaba trabajando en algunos proyectos de mejoras en el ramo de hacienda y se continuaba el aumento de las escuelas primarias. En el 13 de diciembre, el presidente derogó el decreto de estado de sitio y el empréstito quincenal, impuesto desde el 13 de julio y redujo el ejército a lo que consideraba necesario.
Se hicieron elecciones de diputados y senadores en todo el estado y en el 3 de febrero de 1847 se instaló la Asamblea general.
Los problemas fiscales que preexistían continuaban y la Inspectoría General de Hacienda creada en junio del año pasado no había dado los resultados deseados para remediar el sistema de hacienda; por esto, en el 13 de marzo de 1847, la Asamblea General emitió un decreto legislativo que restableció la Intendencia General del Estado. El presidente aprobó el decreto en el 17 de marzo y nombró a Dionisio Herrera como Intendente General, tomando este posesión del empleo en el 29 de diciembre. El cargo de intendente general fue suprimido cuando la próxima administración restableció el Juzgado General de Hacienda.
Ratificó, en el 28 de marzo de 1847, el Tratado de comercio entre los Estados del Salvador y Honduras que fue firmado en la ciudad de Comayagua en el 5 de marzo de 1847 por Manuel Rafael Reyes, comisionado del Salvador y Coronado Chávez, comisionado por Honduras.
En el 9 de abril, de acuerdo con un decreto del 26 de marzo, el presidente Aguilar, acompañado del Ministro de Hacienda y Guerra, salió de la capital para practicar la visita de los departamentos de Sonsonate y Cuscatlán. En su visita, compró mil fusiles para aumentar el depósito de los almacenes de la capital. Se preparó el arreglo y la organización de 10,000 milicianos. Entró de regreso a la capital en el 17 de mayo.
.                          

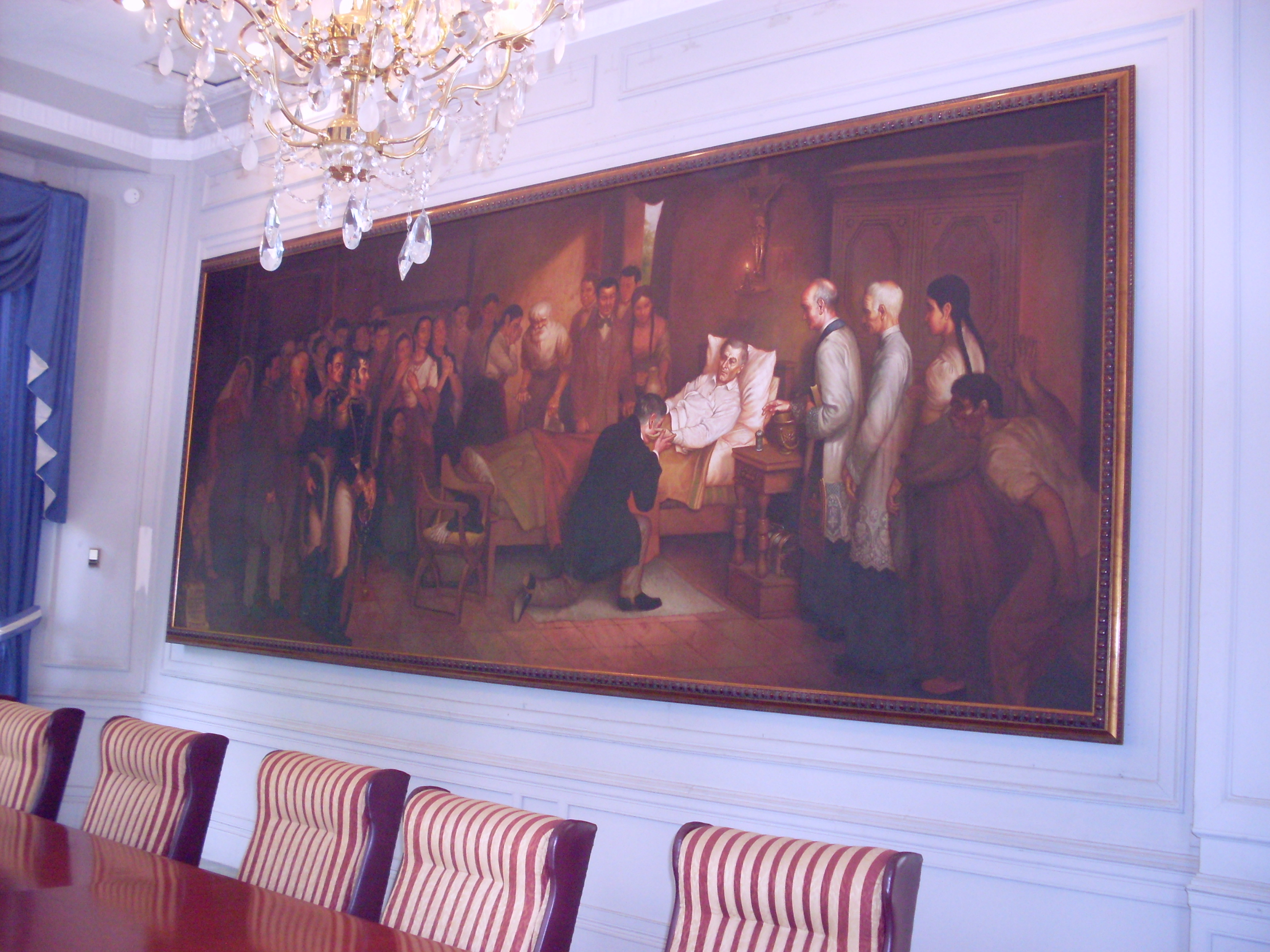
expresidente de la República Federal de Centro América, Manuel José Arce y Fagoaga. El presidente Aguilar Le besa la mano

En el 14 de diciembre murió el expresidente de la República Federal de Centro América, Manuel José Arce y Fagoaga. El presidente Aguilar asistió a su funeral acompañado de sus ministros y demás empleados públicos.
Entregó el poder supremo el 1 de febrero de 1848 a Tomás Medina Menéndez.

## Después de su presidencia

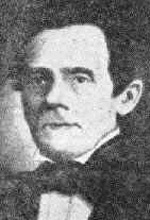
Fue un político y médico salvadoreño que gobernó el país en calidad de Presidente de la República en dos períodos: del 21 de febrero al 12 de julio de 1846 y del 21 de julio de 1846 al 1 de febrero de 1848. Comenzó la Producción de café en el salvador en la década de 1860. En 1846, el presidente Eugenio agilar inició el revestimiento de café en su plantación, la santa tecla, sin embargo, el cucumbito código legal relativo a la tierra impidió que muchos sigan su ejemplo.

Poco después de su presidencia formó parte del claustro de la Universidad como catedrático de filosofía.
Tras ser electo diputado propietario para el distrito del Cantón del Norte de San Salvador, fue elegido presidente de la junta preparatoria de la cámara de diputados instalada el 19 de enero de 1849, siendo su secretario José Ángel Quirós, diputado propietario para el distrito de San Alejo, y prosecretario José Miguel Montoya, diputado propietario para el distrito de Chinameca. Las cámaras legislativas se instalaron en una Asamblea general, cuyo presidente fue Eugenio Aguilar, en el 3 de febrero y abrieron sus sesiones el 5 de febrero. El día que se abrieron las sesiones, Eugenio Aguilar hizo una contestación al discurso del presidente, Doroteo Vasconcelos. Las sesiones se cerraron en el 22 de marzo con un discurso pronunciado Eugenio Aguilar seguido por una contestado hecha por el presidente del estado.
En el 3 de junio de 1851 durante una epidemia de sarampión fue nombrado para que, junto a Don Manuel Gallardo, asiste a los enfermos pobres que no tenían recursos para pagar un facultativo, por este cargo, se le daba un sueldo de 60 pesos mensuales.
En el 27 de febrero de 1854, junto con los académicos Gregorio Arbizú y Pablo Buitrago, fue miembro de una comisión del claustro de consiliarios de la Universidad encomendada de felicitar al presidente José María San Martín, y fueron recibidos oficialmente en el salón del supremo gobierno. En el terremoto del 16 de abril, su casa fue severamente dañada y en los temblores que siguieron fue destruida.

San Salvador poco después de la presidencia de Aguilar (circa 1854)

Durante la presidencia de Rafael Campo, sirvió como Ministro de Relaciones y Gobernación. Continuó en el desempeño del Ministerio de Relaciones y Gobernación hasta que en los días 27  y 28 de junio de 1857, durante un brote de cólera morbus, murieron su madre y esposa. Mandó al presidente un oficio de renuncia del Ministerio en el 7 de julio, cuyo primer párrafo leía:

Los fatales golpes de familia que he sufrido en los aciagos dias 27 y 28 del próximo pasado Junio, en que he tenido el pesar de ver morir subcesivamente a mi anciana venerable madre, y a mi virtuosa esposa, me tienen sumergido en un abismo de amargura y de dolor.-El enorme peso de tan infaustos sucesos tiene anonadado mi espíritu, y privado de accion para todo.-La poca que queda tengo necesidad de emplearla en el cuidado de mis tiernos hijos y repartir con ellos el continuo sufrimiento a que me tiene reducido mi amarguísimo infortunio.
Eugenio Aguilar

Esta renuncia fue respondida en el día siguiente por el ministro de Hacienda y Guerra Juan José Bonilla, en su contestación anuncia que el presidente admitió su renuncia y le dio las gracias por su desempeño; el mismo ministro Bonilla pasaría a asumir los despachos como Ministro General en el 11 de julio.
En su casa en el Portal del Sur, de la Plaza Principal, abrió la Relojería de Juan Morel de acuerdo a un aviso del 4 de febrero de 1861. En un aviso mandado a la Gaceta Oficial en el 4 de agosto de 1862, se avisó que acababa de venirle de París un surtido completo de medicinas destinadas a la refacción de la botica de Eugenio Aguilar que estaba establecida en el portal de su pertenencia situada en la Plaza Mayor de San Salvador.
Durante el régimen de Barrios, fue perseguido y se marchó al exilio en Honduras y Guatemala, donde apoyó el movimiento restaurador de Francisco Dueñas al cual reconoció públicamente en el agosto de 1863. Volvió al país y en 1867 abandonó la vicepresidencia del Protomedicato y se retiró de la vida pública.  
Realizó sus estudios teológicos bajo la dirección del obispo Miguel Tomás Pineda y Saldaña en el Colegio Seminario Tridentino de Santa Tecla que fue fundado en el 2 de septiembre de 1858. Fue ordenado por el obispo Manuel de Ulloa en la Iglesia de San Francisco en León, Nicaragua en el 18 de diciembre de 1870. De regreso en El Salvador, rezó y cantó sus primeras misas en el 10 de enero de 1871 en la Iglesia de la Concepción en Santa Tecla y en la de la Merced en San Salvador. Se jubiló como catedrático en 1871.

## Muerte
En los últimos días de su vida, siempre fue rodeado de sus 8 hijos, y de los cuales solicitó más la asistencia de sus dos hijas. Murió en la tarde del 23 de abril de 1879 por una enfermedad a los 74 años de edad.

### Funeral
El servicio fúnebre tuvo lugar en el 24 de abril en la nave principal de la Iglesia Catedral (que estaba donde hoy existe la Iglesia del Rosario) y fue oficiado por el Obispo Luis Cárcamo y Rodríguez. Cerca del presbiterio se levantaba una sencilla capilla ardiente que iluminaba el modesto sarcófago cubierto de negro crespón.
A  las 8 de la mañana empezó la lúgubre salmodia desempeñada en el coro. Asistieron "lo[s] [miembros] mas selecto[s] de la sociedad". El duelo fue presidido por los leudos consanguínicos de Eugenio Aguilar, figurando en primer lugar el Señor Canónigo Doctor Don José Antonio Aguilar. El Obispo ocupó el púlpito para presentar un bosquejo biográfico y traducir sus sentimientos de gratitud hacia él.
En la tarde del mismo día, con acompañamiento de todas clases sociales y después de las vigilias religiosas, se dio inhumación a sus restos en una bóveda construida al fondo de la nave izquierda de la Catedral. Previamente se colocó el ataúd en el vestíbulo de la Catedral, y allí ocupó la tribuna el jurisconsulto Licenciado Don Pablo Buitrago, quien a comisión del Consejo superior universitario, pronunció una oración de tributo a Eugenio Aguilar.